# Cocoyome
Los Cocoyomes son una etnia extinta del estado de Chihuahua que en los primeros siglos de nuestra era conformaban la Cultura cocoyome, una cultura aridoamericana que se formó hacia 1100 a. C. y que colapsó hacia el año 500 d. C. a causa de la irrupción de los Tarahumaras (Rarámuri) y otros pueblos de la zona.
Los cocoyomes fueron descubiertos a la llegada de los españoles al territorio de Chihuahua en 1614.